# Airasca
Airasca – miejscowość i gmina we Włoszech, w regionie Piemont, w prowincji Turyn.
Według danych na rok 2004 gminę zamieszkiwały 3554 osoby, 236,9 os./km².